# Alfredo Varelli
Alfredo Varelli; właściwie Alfredo Ciavarella (ur. 31 sierpnia 1914 w Saracinesco, zm. 18 sierpnia 1996 w Rzymie) – włoski aktor. Zagrał Lukana w amerykańskiej ekranizacji powieści Quo vadis z roku 1951 w reżyserii Mervyna LeRoya.

## Wybrana filmografia
- Giuseppe Verdi (1938) jako wielbiciel Verdiego w kawiarni
- La cena delle beffe (1942) jako Gabriello Chiaramantesi
- Apokalipsa (1947) jako Julian Apostata
- Quo Vadis (1951) jako Lukan
- Złupienie Rzymu (1953) jako papież Klemens VII
- Pod znakiem Rzymu (1959) jako Vithos
- Giganci Tesali (1960) jako Argos
- Królowa Amazonek (1961) jako kupiec
- Poncjusz Piłat (1962) jako Józef z Arymatei
- Przygody młodego człowieka (1962) jako o. Ben
- Spartakus i 10 niezwyciężonych gladiatorów (1964) jako Spartakus
- Siedem dolarów na czerwono (1966) jako szeryf
- Franciszkanie w ruchu oporu (1985) jako prałat
- Brzuch architekta (1987) jako Julio
- Grób Roseanny (1997) jako właściciel sklepu z butami